# Mes nuits sont plus belles que vos jours (film)
Pour les articles homonymes, voir Mes nuits sont plus belles que vos jours.
Pour plus de détails, voir Fiche technique et Distribution.
Mes nuits sont plus belles que vos jours est un film français réalisé par Andrzej Żuławski, sorti en 1989.

## Synopsis
Lucas (Jacques Dutronc) inventeur génial d'un nouveau langage de programmation, apprend qu'il est atteint d'une maladie rare qui touche sa mémoire. Dans un café, il rencontre Blanche (Sophie Marceau), une jeune femme désaxée qui le fascine. Celle-ci est célèbre pour ses impressionnantes séances d’hypnose où elle se dénude en révélant les secrets les plus noirs des spectateurs. Ces deux êtres hors normes vivent, tout au long du film, une histoire d'amour passionnelle, mouvementée et tragique, où calembours et dialogues surréalistes tiennent lieu de mots d'amour.

## Fiche technique
- Titre : Mes nuits sont plus belles que vos jours
- Réalisation et scénario Andrzej Żuławski, d'après le roman homonyme de Raphaële Billetdoux (Éditions Grasset, 1985)
- Directeur de la photographie : Patrick Blossier
- Musique : Andrzej Korzyński (en)
- Ingénieur du son : Jean-Pierre Duret
- Décorateur : Jean-Baptiste Poirot
- Assistants-réalisateur : David Drach, Leslie Fargue
- Monteuse : Marie-Sophie Dubus
- Pays de production :  France
- Date de tournage : octobre 1988 à décembre 1988
- Sociétés de production : Sara Films (France), Saris (France)
- Producteur : Alain Sarde
- Producteur exécutif : Louis Grau
- Directrice de production : Christine Gozlan
- Distributeur d'origine:  AAA
- Langue : français
- Tournage extérieur : 
  - Quartier du Montparnasse à Paris
  - Biarritz  (ville et Hôtel du Palais)
- Format : Couleur — Son monophonique — 35 mm
- Genre  : drame romantique
- Durée : 110 minutes
- Dates de sortie : 
  - France :19 avril 1989
  - Allemagne : 6 septembre 1990

## Distribution
- Sophie Marceau : Blanche
- Jacques Dutronc : Lucas
- Valérie Lagrange : La mère de Blanche
- Myriam Mézières : Edwige
- Laure Killing : Inès
- François Chaumette : Le concierge de l'hôtel
- Sady Rebbot : François
- Salim Talbi : Le groom
- Jean-Pierre Hebrard : Michel
- Leslie Rain
- Marc Zammit : Guy
- Micheline Bourday
- Jean Dolande

Le roman comportant peu de scènes et de personnages, il a fallu en inventer pour ce film. Certains changements ont été effectués dans le scénario (dans le roman, le personnage féminin est chanteuse). Quelques répliques proviennent du roman.

## Genèse et développement
Valérie Lagrange : « Andrzej Żuławski m’a contactée pour jouer dans son film Mes nuits sont plus belles que vos jours, d’après le roman de Raphaële Billetdoux, avec Jacques Dutronc et Sophie Marceau. Bizarrement, bien que je n’eusse pas tourné depuis très longtemps, Żuławski tenait absolument à moi.
— C’est vous que je veux. Je veux que vous fassiez le rôle de la mère de Sophie Marceau dans le film !
Sur le coup, je suis flattée. Je lis le scénario et là, je suis beaucoup moins emballée, parce que c’est un film terrible. On assiste à la destruction de deux êtres qui s’aiment et en même temps se déchirent, deux êtres cassés par la vie qui finissent par mourir. Je dois jouer le rôle d’une mère absolument épouvantable, pas une mère maquerelle mais presque. Je commence par refuser. Je ne veux pas faire ça. Żuławski revient à la charge et il finit par me convaincre. J’ai tourné ce film. […] L’ambiance n’était pas chaleureuse du tout. J’étais mal à l’aise en permanence. Le tournage avait lieu à l’hôtel du Palais à Biarritz, un endroit magnifique, c’était bien le seul côté sympathique de cette aventure. […] Les prises de vue ont duré trois mois, d’octobre à décembre 1988. »